# كريس إليسون (سياسي)
كريس إليسون (بالإنجليزية: Chris Ellison)‏ هو محامي وسياسي أسترالي، ولد في 15 يونيو 1954 في بولاوايو في زيمبابوي. حزبياً، نشط في الحزب الليبرالي الأسترالي.

## مناصب
- انتخب وزير الخدمات البشرية [الإنجليزية]‏.
- انتخب Special Minister of State [الإنجليزية]‏.
- انتخب وزير الشؤون الداخلية (أستراليا).
- انتخب وزير العدل [الإنجليزية]‏.
- انتخب عضو مجلس الشيوخ الأسترالي [الإنجليزية]‏ عن دائرة أستراليا الغربية (1 يوليو 1993 – 30 يناير 2009).